# Machado de Castro
Joaquim Machado de Castro (Sé, Coimbra, 19 de Junho de 1731 – Mártires, Lisboa, 18 de Novembro de 1822) foi um dos maiores e mais renomados escultores portugueses. Machado de Castro foi um dos escultores de maior influência na Europa do século XVIII e princípio do século XIX. 

## Biografia
Filho de Manuel Machado Teixeira, organeiro e escultor e de sua primeira mulher, D. Teresa Angélica Taborda. Começou por ser enviado por seu pai a estudar com os Jesuítas, em Coimbra, de quem recebeu uma cultura humanista.  
Em 1746 foi para Lisboa, onde trabalhou na oficina do santeiro (comerciante que vende estampas e imagens de santos) Nicolau Pinto, passando depois pelo atelier de José de Almeida, que frequentara a Academia de Portugal em Roma. Em 1756, ingressou na chamada Escola de Escultura de Mafra (criada em 1754 por D. José I), tornando-se assistente de Giusti. No ano de 1771, era incumbido de esculpir a Estátua Equestre de D. José I, destinada ao Terreiro do Paço, projectada por Eugénio dos Santos. A estátua foi inaugurada em 1775 e, posteriormente, foi chamado a coordenar o programa escultórico da Basílica da Estrela.  
Entretanto foi autor da estátua de Neptuno do chafariz concebido para o Largo das Duas Igrejas, e que se encontra desde 1950 no Largo D. Estefânia em Arroios. A partir daí recebeu outras encomendas da corte, nomeadamente túmulos e monumentos régios.  
Entre essas encomendas, destacamos a estátua de D. Maria I, oferecida à Biblioteca Nacional. Machado de Castro era escultor oficial desde 1782, sendo então convidado a fazer uma estátua de D. João VI para o Rio de Janeiro. Em 1802, foi nomeado para dirigir o programa escultórico para o Palácio da Ajuda, sendo autor de três peças: Conselho, Generosidade e Gratidão. Foi o primeiro escultor português a escrever sobre escultura, demonstrando preocupação na nobilitação da arte e dos artistas. A sua obra mais vasta é a Descrição analítica da Estátua Equestre, publicada em 1810 em Lisboa, sendo ainda de nomear o Dicionário de Escultura (inédito até 1937). A Descrição consiste no relato pormenorizado, feito ao estilo e à execução técnica, levada a cabo no que é considerado o seu melhor trabalho, a estátua equestre do Rei D. José I de Portugal datada de 1775, como parte da obra de reconstrução da cidade de Lisboa, seguindo os planos de Marquês de Pombal, logo após o Terramoto de 1755. As partes da construção estão detalhadas e ilustradas, incluindo variados planos e componentes utilizados para a sua execução.

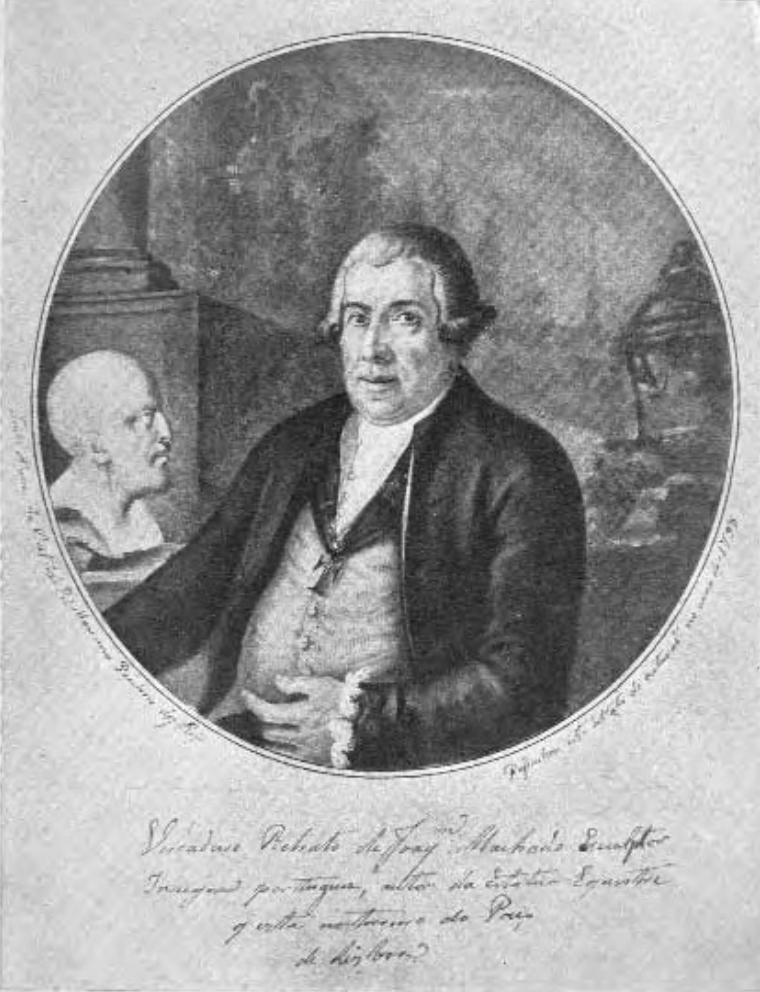
Joaquim Machado de Castro em litografia do séc. XVIII.

É de referir a sua actividade como escultor em barro, de pequeno formato, nomeadamente para figuras de presépios. O presépio barroco desenvolveu-se na época de D. João V, com possível influência italiana, sendo frequentemente um trabalho colectivo. Alguns presépios destacam-se pela sua monumentalidade, como o da Basílica da Estrela que contava com cerca de quinhentos figurantes, também na Sé de Lisboa e no Museu Nacional de Arte Antiga. Na introdução da sua obra Machado de Castro comenta outras estátuas equestres situadas em diversas praças europeias.  
Possuía o grau de cavaleiro professo da Ordem de Cristo, com que fora agraciado ao terminar todos os trabalhos do monumento da estátua equestre. 

## Família e posteridade
Joaquim Machado de Castro casou três vezes, tendo enviuvado das três esposas. A sua primeira esposa foi D. Isidora Teresa de Jesus, filha de Silvestre Jorge da Silva e Catarina Maria da Assunção, com quem casou a 23 de fevereiro de 1754 na Igreja de Nossa Sr.ª das Mercês, em Lisboa. Isidora faleceu no Sismo de Lisboa de 1755, em 1 de novembro. Houve geração deste casamento.

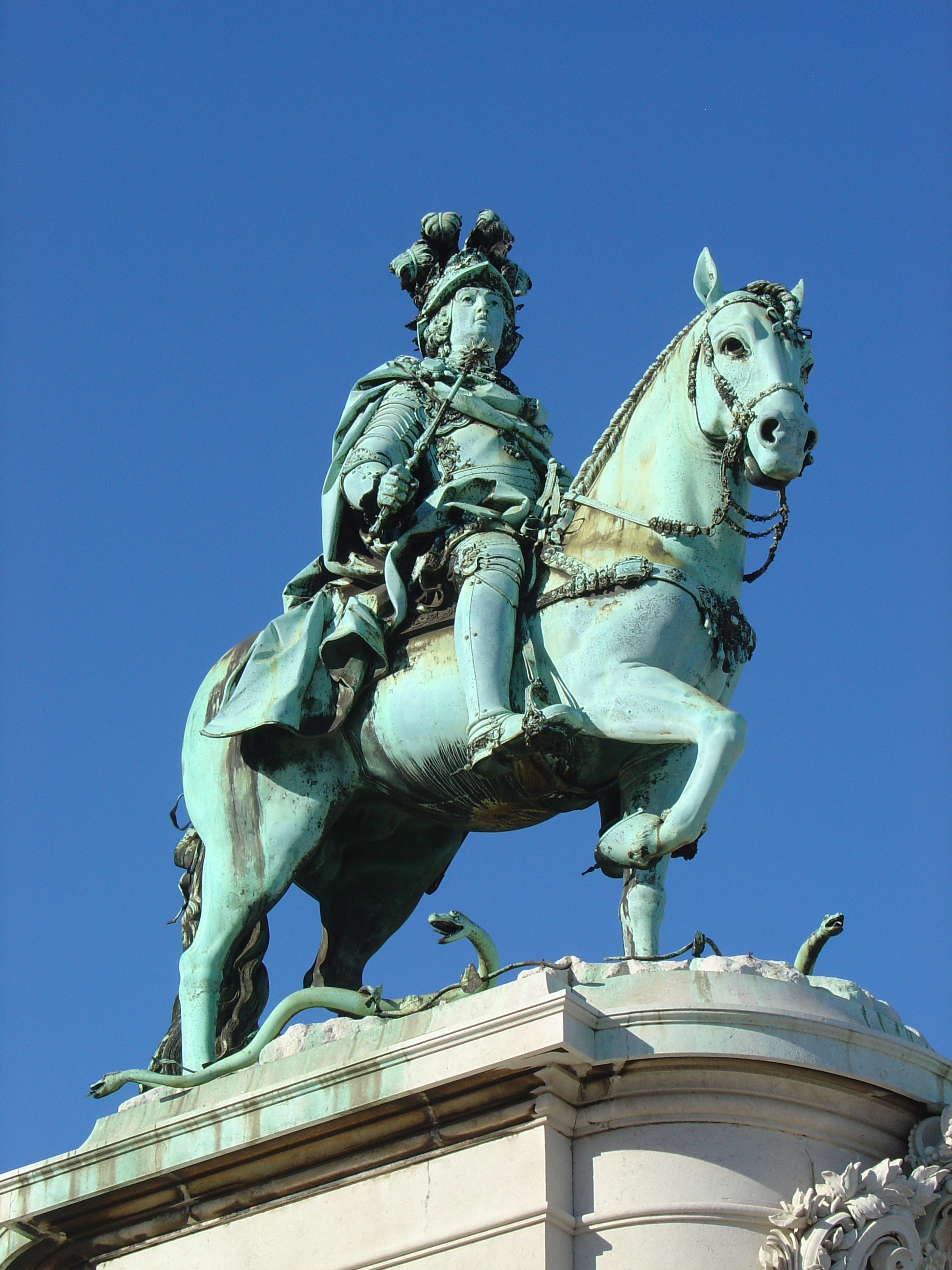
Estátua do Rei D. José I na Praça do Comércio, Lisboa.

Casou, em segundas núpcias, a 7 de fevereiro de 1758, na Igreja de Santa Isabel, em Lisboa, com D. Rosa Maria Joaquina, mafrense, filha de Manuel Vieira da Silva. Houve geração deste casamento. Rosa faleceu a 6 de abril de 1776, na rua da Madalena, sendo sepultada no Convento de São Francisco da Cidade, em Lisboa.
Casou, em terceiras núpcias, a 13 de abril de 1779, na Ermida do Marquês de Marialva em Marvila (com assento na paróquia de Santa Engrácia), com D. Ana Bárbara de Sousa, viúva de José Cardoso da Silva. Deste casamento não houve filhos. Ana Bárbara faleceu de apoplexia a 11 de dezembro de 1813, no Palácio do Tesouro Velho (freguesia dos Mártires), aos 68 anos, sendo sepultada no Convento de São Pedro de Alcântara, ao Bairro Alto.
Joaquim Machado de Castro faleceu com 91 anos de idade, no Palácio do Tesouro Velho, sendo sepultado na Basílica de Nossa Senhora dos Mártires.
Para a sua biografia pode ver-se o artigo do director da Academia de Belas Artes Francisco de Assis Rodrigues, que sob o título de Comemoração saiu na Revista Universal Lisbonense, de 17 de novembro de 1842, e foi reproduzida no Diário do Governo, de 24 do referido mês; neste artigo vêem apontamentos, em que se fala de Machado com muito louvor. Nas Memórias de Cyrillo Volkmar Machado também se encontram muitos dados biográficos.
Desde 1910, na terra natal do escultor (Coimbra), um dos melhores museus nacionais de arqueologia e artes: Museu Nacional Machado de Castro. Em 2024, houve neste espaço, uma exposição temporária, dedicada a Machado de Castro, onde constavam alguns dos seus trabalhos (como a maquete da estátua do Rei D. José I).